# 帕特里克·拉夫特
帕特里克·拉夫特（英語：Patrick Rafter，1972年12月28日—），澳洲前職業網球運動員，單打最高世界排名第一，兩座大滿貫得主，國際網球名人堂成員。
拉夫特曾奪得两届美网男單冠军（1997年、1998年）和两届温布尔登男單亞军（2000年、2001年）。此外，拉夫特亦曾協助澳大利亚奪得兩屆世界團體盃（1999年和2001年），他亦協助澳大利亚奪得一次台維斯盃冠軍。2006年，他被引薦進入國際網球名人堂。

## 技術分析
拉夫特為發球上網型選手，標誌性的上旋發球而獲有「旋轉博士」之名。

## 大满贯

### 男單冠軍（2）
| 年份 | 比賽 | 場地 | 決賽對手   | 對手國籍 | 勝方比分           |
| ---- | ---- | ---- | ---------- | -------- | ------------------ |
| 1997 | 美网 | 硬地 |            | 英國     | 6-3, 6-2, 4-6, 7-5 |
| 1998 | 美网 | 硬地 | 菲利浦西斯 | 澳大利亚 | 6-3, 3-6, 6-2, 6-0 |

### 男單亞軍（2）
| 年份 | 比賽     | 場地 | 決賽對手     | 對手國籍 | 勝方比分                |
| ---- | -------- | ---- | ------------ | -------- | ----------------------- |
| 2000 | 温布尔登 | 草地 | 桑普拉斯     | 美國     | 6-7, 7-6, 6-4, 6-2      |
| 2001 | 温布尔登 | 草地 | 伊万尼塞维奇 | 克罗地亚 | 6-3, 3-6, 6-3, 2-6, 9-7 |

## ATP巡迴賽

### 單打

#### 冠軍（11）
- 1994年 (1) - 曼徹斯特
- 1997年 (1) - 美網
- 1998年 (6) - 印度清奈、荷蘭斯海爾托亨博斯（海尼根冠軍賽)、多倫多A、長島、辛辛那提A、美網
- 1999年 (1) - 斯海爾托亨博斯（喜力冠軍賽）
- 2000年 (1) - 斯海爾托亨博斯（喜力冠軍賽）
- 2001年 (1) - 印第安納波利斯（RCA錦標賽）

^  注解A：為ATP大師賽（共2項冠軍）

#### 亞軍（14）
- 1994年 (1) - 香港沙龍公開賽
- 1997年 (6) - 費城、香港沙龍公開賽、奧地利聖皮爾藤、紐黑文、長島、慕尼黑大滿貫盃
- 1999年 (2) - 羅馬B、辛辛那堤B
- 2000年 (2) - 溫布頓、里昂
- 2001年 (3) - 溫布頓、加拿大B、辛辛那堤B

^  注解B：為ATP大師賽（共4項亞軍）

### 雙打冠軍（10）
- 1994年 (1) - 博洛尼亞
- 1995年 (1) - 阿德莱德
- 1996年 (1) - 美國北卡罗来纳州派恩赫斯特（美國男子泥地錦標賽）
- 1997年 (2) - 阿德莱德、皇后會
- 1998年 (2) - 印第安泉C、洛杉磯
- 1999年 (3) - 澳網、德國哈勒（盖里韦伯公开赛）、加拿大C

^  注解C：為ATP大師賽（共2項冠軍）

### 團體

#### 世界團體盃
- 1999年、2001年兩屆冠軍

#### 戴维斯杯
除了職業賽事成就突出外，拉夫特是90年代-千禧年代澳洲隊戴维斯杯的主力成員。
拉夫特在90-千禧年代以球員身份，連續8年（1994-2001年）代表澳洲隊參加戴维斯杯，取得1次冠軍。在2000年決賽負於西班牙隊，在2001年決賽負於法國隊。
- 1999年決賽勝法國3:2 （由於個人傷患問題，拉夫特缺席了決賽；但在較早回合 - 第一輪勝津巴布韋4:1和八強勝美國4:1的賽事中，拉夫特4場單打均獲勝而協助澳洲隊晉級。）
- 按：戴维斯杯是一年一度男子網球的世界團體錦標賽，是國際網球比賽中最高水準的團體賽。

## 1週ATP單打世界排名第一
| 球王任期                     | 前任球王 | 繼任球王 | 連續週數 | 累積週數 |
| ---------------------------- | -------- | -------- | -------- | -------- |
| 1999年7月26日 - 1999年8月1日 | 阿格西   | 山普拉斯 | 1週      | 1週      |

## 外部連結
- 帕特里克·拉夫特（英文/西班牙文）的官方資料
- 帕特里克·拉夫特的國際網球總會 職業／青少年 官方資料（英文）
- 帕特里克·拉夫特的官方資料（英文）
- Patrick Rafter – Player Profiles - Players and Rankings - News and Events - Tennis Australia[永久] （英文）
- 國際網球名人堂 - 拉夫特個人資料